# Nathaniel Culverwel
(Nathaniel Culverwel)
Nathaniel Culverwel (Middlesex, 1619 – 1651) è stato un filosofo e teologo inglese, esponente della Scuola platonica di Cambridge.

## Biografia
Prima studente e successivamente membro associato dell'Emmanuel College, Cambridge, è stato un membro del gruppo dei Platonisti di Cambridge, senza tuttavia condividerne completamente le posizioni: nella sua opera An Elegant and Learned Discourse of the Light of Nature (Un'elegante e dotta dissertazione sulla luce naturale), concepita originalmente come una serie di conferenze tenute nel periodo compreso tra il 1645 e il 1646, contro Herbert of Cherbury sostenne infatti, come farà Locke, l'origine non innata delle idee e negò che potessero darsi prove a priori dell'esistenza di Dio.
Invece, a suo dire, vi sono principi morali innati che guidano l'anima verso il compimento del bene. Tentò anche una mediazione tra ragione e fede, attraverso la legge naturale, nel contesto delle rivalità tra le varie posizioni religiose della Guerra civile inglese.

## Opere
- Spiritual Optics, or a Glass Discovering the Weakness and Imperfection of a Christian's Knowledge in this Life, 1651
- An Elegant and Learned Discourse of the Light of Nature, 1652
- Worth of Souls
- The Schisme
- Act of Oblivion
- Child's Return
- Panting Soul
- Mount Ebal
- White Stone